# Richard Karp
Richard Manning Karp (Boston, 3 de janeiro de 1935) é um cientista da computação e teórico computacional da Universidade da California, Berkeley, reconhecido pela sua pesquisa sobre teoria dos algoritmos, pelo qual recebeu um Prêmio Turing em 1985, Medalha Benjamin Franklin em Computação e Ciência Cognitiva em 2004, e o Prêmio Kyoto em 2008.

## Biografia
Filho de Abraham e Rose Karp, nasceu em Boston, Massachusetts, Richard tem três irmãos mais novos: Robert, David, e Carolyn. Ele estudou na Universidade de Harvard, onde recebeu o seu diploma de Bacharel em 1955, o seu diploma de Mestre em 1956, e o seu Ph.D. em matemática aplicada em 1959.
Ele começou a trabalhar no Thomas J. Watson Research Center da IBM. Em 1968, se tornou Professor de Ciência da Computação, Matemática, e Pesquisa de Operações na Universidade da California, Berkeley. Além dos 4 anos como professor na Universidade de Washington, ele permaneceu em Berkeley. De 1988 a 1995 e de 1999 até os dias de hoje ele também tem sido Pesquisador no International Computer Science Institute em Berkeley, onde ele atualmente lidera o Algorithms Group.
Richard Karp foi premiado com a Medalha Nacional de Ciências, e foi o beneficiário do Prêmio Harvey da Technion e da Medalha Benjamin Franklin em Computação e Ciência Cognitiva em 2004 por suas percepções na complexidade computacional. Em 1994, ele foi introduzido como um fellow da Association for Computing Machinery. Ele é o beneficiário de vários títulos honoríficos.

## Trabalho
Ele fez várias outras descobertas importantes em ciências da computação e em pesquisa operacional na área de otimização combinatória. Seu maior interesse atual de pesquisa envolve bioinformática.
Em 1971, ele desenvolveu com Jack Edmonds o Edmonds–Karp algorithm para resolver problemas de máximo-fluxo nas redes, e em 1972, ele publicou um artigo que envolvia a teoria da complexidade, "Reducibility Among Combinatorial Problems", no qual ele provou 21 Problems to be NP-complete.
Em 1973, ele e John Hopcroft publicaram o Hopcroft–Karp algorithm, que ainda é o método mais rápido para encontrar as correspondências de cardinalidade máxima em grafos bipartidos.
Em 1980, junto com Richard Lipton, Karp provou o teorema de Karp-Lipton (o qual prova que, se o SAT pode ser resolvido por circuitos booleanos com um número polinomial de portas lógicas, então a hierarquia polinomial desmorona ao seu segundo nível).
Em 1987, ele desenvolveu com Michael Rabin o Rabin-Karp string search algorithm.

### Prêmio Turing
A citação dele para o Turing Award foi como se segue:
Por suas contribuições contínuas para a teoria dos algoritmos incluindo o desenvolvimento de algoritmos eficientes para problemas de fluxo de rede e outros problemas de otimização combinatória, a identificação da computabilidade em tempo-polinomial com a noção intuitiva da eficiência do algoritmo, e, mais notável, contribuições para a teoria da NP-completude. Karp introduziu a metodologia padrão atual para provar que problemas são NP-completos o que levou à identificação de muitos outros problemas práticos e teóricos como sendo de dificuldade computacional.